# Arnaldo Pambianco
Arnaldo Pambianco (født 16. august 1935 i Bertinoro, død 6. juli 2022) var en italiensk professionel landevejscykelrytter. Højdepunktet i hans karriereindtraf, da han vandt Giro d'Italia i 1961. Han repræsenterede sit land ved Sommer-OL 1956 i Melbourne, Australien.